# Visconde de Moser
Visconde de Moser é um título nobiliárquico criado por D. Luís I de Portugal, por Decreto de 9 de Março de 1882, em favor de Eduardo de Moser, depois 1.º Conde de Moser.
Titulares
1. Eduardo de Moser, 1.º Visconde e 1.º Conde de Moser.